# Рябушкіна Євгенія Миколаївна
Євгенія Миколаївна Рябушкіна (нар. 1931) — доярка радгоспу «Дружба» Оренбурзького району Оренбурзької області, Герой Соціалістичної Праці (1966).

## Біографія
Народилася 3 липня 1931 року в селі Кузьминівка Октябрського району Оренбурзької області в сім'ї селянина.
Закінчила Янгизьку неповну середню школу Сакмарського району Чкаловської області.
У 1945 року вийшла на роботу в колгоспі різноробочою, з 1949 року — доярка на дослідній станції, а з 1959 року в радгоспі «Дружба» Оренбурзького району Чкаловської (з грудня 1957 року — Оренбурзької) області.
У 1965 році від кожної з 30 корів надоїла 2750 кілограмів молока. За підсумками семирічного плану (1959-1965 роки) вийшла на одне з перших місць в області.
Указом Президії Верховної Ради СРСР від 22 березня 1966 року за досягнуті успіхи у розвитку тваринництва, збільшення виробництва і заготівель молока Рябушкіній Євгенії Миколаївні присвоєно звання Героя Соціалістичної Праці з врученням ордена Леніна і золотої медалі «Серп і Молот».
За роки восьмої п'ятирічки (1966-1970 роки) від фуражної корови нею отримано по 3200 кілограмів молока.
З 1974 року — на пенсії.
Живе в Оренбурзі.
З 2013 року — член Ради старійшин при губернаторі Оренбурзької області.
Обиралася членом Оренбурзького обкому КПРС і ВЦРПС.

## Нагороди
- Герой Соціалістичної Праці (1966)
- Орден Леніна (1966)
- медалі ВДНГ СРСР